# Hòa ca
Hòa ca là một chương trình biểu diễn nghệ thuật học đường, thường được phát sóng vào dịp năm mới trên các kênh sóng của Đài Truyền hình Việt Nam. Chương trình được Ban Khoa giáo VTV7 - Đài Truyền hình Việt Nam thực hiện với mục tiêu nâng cao tính thẩm mỹ và nghệ thuật cho các hoạt động phong trào nhà trường và tạo thành trào lưu trong cộng đồng các trường.

## Sản xuất
Với mong muốn mang đến cho giới trẻ một sân chơi đầy thú vị và năng động, VTV7 tổ chức chương trình Hòa ca 2019 - Đại nhạc hội dành cho tuổi teen. Chương trình được khởi động vào tháng 9 năm 2018 với sự tham gia của 100 bạn trẻ đã được casting. Mọi ứng viên sẽ nhận được sự hướng dẫn của các cố vấn nghệ thuật uy tín và nổi tiếng.
Theo nhà sản xuất, đạo diễn Ninh Quang Trường, các diễn viên trong Hòa ca đều là những học sinh yêu thích và đam mê nghệ thuật, tuy nhiên họ gần như chưa có kinh nghiệm biểu diễn trên sân khấu, đồng thời lại vướng bận lịch học. Do vậy, việc sắp xếp luyện tập trở nên khó khăn, khi đội ngũ sản xuất phải đào tạo các diễn viên ngay từ đầu trong một thời gian dài. Bên cạnh đó, đây là một chương trình đặc biệt, mỗi năm chỉ phát sóng một lần, không phải chương trình dài tập hay cuộc thi tìm kiếm tài năng theo lối truyền hình thực tế nên việc đầu tư, chuẩn bị lại càng kỹ lưỡng hơn và không cho phép phạm sai lầm.

## Phát sóng
Hòa ca được phát sóng chính thức vào ngày 31 tháng 12 hàng năm lúc 21:00 trên VTV1, phát lại 22:00 cùng ngày trên VTV7, ngoài ra cũng được VTV2, VTV3, VTV7, VTV6 và VTV4 phát lại trong dịp Tết Âm lịch. Sau khi phát sóng, chương trình sẽ được đăng tải lên mạng và gửi đến tất cả các trường cấp 3 trên toàn quốc như một tài liệu tham khảo cho các trường học về xu hướng dàn dựng, biểu diễn, ứng dụng trong thực tế ngoại khóa từng trường.

## Giải thưởng
- Giải Vàng tại Liên hoan Truyền hình toàn quốc lần thứ 39 ở hạng mục Chương trình Ca múa nhạc.[4]
- Giải Vàng tại Liên hoan Truyền hình toàn quốc lần thứ 41 ở hạng muc Chương trình ca múa nhạc.
- Top 5 Chương trình của năm tại VTV Awards 2019.[5]

## Đón nhận
Lên sóng lần đầu tiên vào dịp Tết Dương lịch 2019, Hòa ca ngay lập tức trở thành món ăn tinh thần mới lạ, không chỉ mang đến những màn trình diễn độc đáo, hấp dẫn mà còn khắc họa cuộc sống đầy màu sắc của học sinh. Ngay từ những đợt casting đầu tiên, chương trình đã thu hút đông đảo các bạn trẻ từ nhiều tỉnh thành đến thử sức ở các hạng mục: ca hát, nhảy múa và diễn xuất. Từ hơn 3.000 hồ sơ dự tuyển, 100 bạn đã được lựa chọn để biểu diễn các tiết mục trong Hòa ca 2019.
Sau khi gặt hái thành công từ mùa đầu tiên, nhiều học sinh, sinh viên và phụ huynh đã biết đến chương trình. Hòa ca dần khẳng định thương hiệu riêng, trở thành một chương trình đáng được mong chờ trên sóng VTV vào dịp năm mới.